# Enophrys
Enophrys – rodzaj ryb skorpenokształtnych z rodziny głowaczowatych (Cottidae).

## Klasyfikacja
Gatunki zaliczane do tego rodzaju:

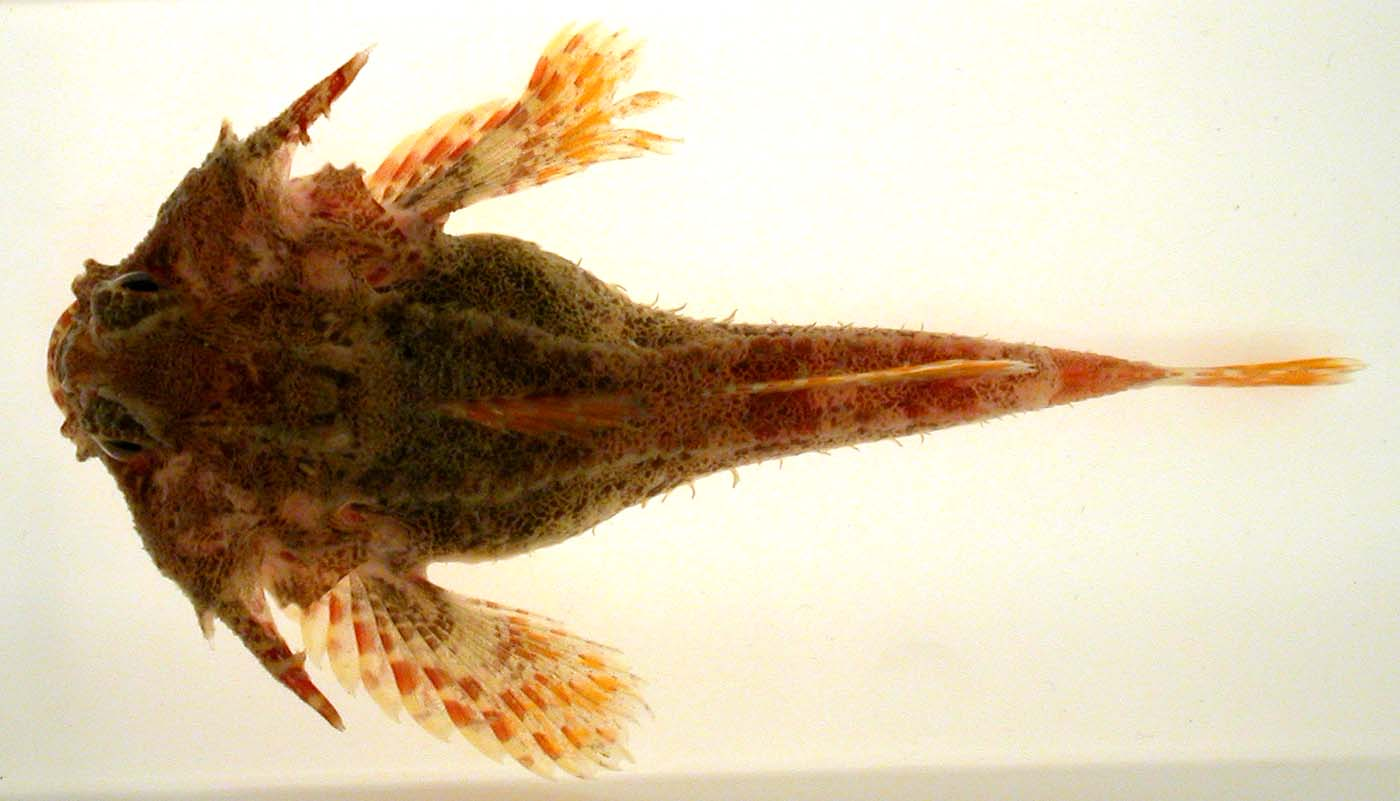
Enophrys bison – głowacz bizonik[potrzebny przypis]
- Enophrys diceraus
- Enophrys lucasi
- Enophrys taurina

- Enophrys diceraus